# Amphidon
Amphidon is een geslacht van uitgestorven zoogdieren uit het Laat-Jura van de Morrison-formatie. Het is aanwezig in de stratigrafische zone 5. 

## Naamgeving
Het geslacht is in 1925 benoemd door George Gaylord Simpson. De geslachtsnaam betekent 'ambigue tand'. De naam komt voort uit het feit dat Simpson twee soorten benoemde en grote twijfel had of die niet aan elkaar identiek waren of dat één of beide identiek waren aan Tinodon. 
De typesoort is Amphidon superstes. De soortaanduiding betekent 'de overlevende'. Simpson zag hem namelijk als een little modified survivor of a primitive stock. Het holotype daarvan is YPM 13638, een rechteronderkaak gevonden in Quarry N°9 in Como Bluff, met daarin nog vijf tanden. Verder zijn er nooit meer fossielen van deze soort gemeld.
De tweede soort is Amphidon aequicrurius, gebaseerd op holotype YPM 13639, een rechterbovenkaaksbeen uit dezelfde groeve. In 1928 hernoemde hij hem als een soort van Tinodon: Tinodon aequicrurius. In 1929 maakte Simpson er een apart geslacht Eurylambda van. In de jaren daarna waren er onderzoekers die een Eurylambda aequicrurius bleven erkennen, terwijl anderen het over een Tinodon aequicrurius hadden of die een jonger synoniem achtten van Tinodon bellus.

## Beschrijving
Amphidon superstes is een van de kleinste zoogdieren uit de formatie. Hij heeft vier premolaren. Slechts een daarvan is bewaard in het holotype maar van de overige zijn nog de tandkassen over. Er zijn vier kiezen die vrij schuin in de kaak staan. Volgens Simpson waren de kiezen 'functioneel eenknobbelig'  maar latere onderzoekers hebben het vermoeden uitgesproken dat de knobbels voor en achter de hoofdknobbel, de metaconiden en paraconiden, bij het holotype waren afgesleten. Simpson dacht dat ze een oude evolutionaire fase vertegenwoordigden waarin ze pas waren begonnen te ontwikkelen.

## Fylogenie
In 1925 en nog 1968 werd Amphidon in een Amphidontidae geplaatst maar sommigen zien hem als behorend tot de Tinodontidae.